# Laos aux Jeux olympiques d'été de 2004
Le Laos participe aux Jeux olympiques d'été de 2004 à Athènes. Il s'agit de leur 6e participation à des Jeux d'été.
La délégation laotienne, composée de 5 athlètes, termine sans médaille.